# Chiesa di San Girolamo (Fiesole)
La chiesa di San Girolamo è un edificio sacro che si trova a Fiesole in via Vecchia Fiesolana, inglobato nella "villa San Girolamo".

## Storia e descrizione
Sorto come romitorio nel XIV secolo come sede della Congregazione degli Eremiti di San Girolamo, passò nel XV secolo agli Agostiniani e venne ampliato fra il 1445 e il 1451 da Michelozzo, per volere di Cosimo il Vecchio, unitamente alla sottostante villa medicea. Il complesso venne poi rimaneggiato nel Seicento, mantenendo però pressoché inalterato il grazioso chiostro. Nel corso del XVII secolo il monastero, in disuso, passò in mano private, fino ad essere annesso alla vicina villa dei Ricasoli.
La chiesa, che risale ai lavori quattrocenteschi, è preceduta da un portico a tre archi su colonne realizzato nel 1633 da Matteo Nigetti.
All'interno si trova un grande affresco di Luigi Sabatelli raffigurante San Gerolamo. Del Nigetti è anche l'altare maggiore (1661), dove sono una tela con l'Assunzione della Vergine di Giovani Domenico Cerrini. Sul pavimento vi sono due lastre tombali, l'una, con medaglione in porfido su serpentino, dello scultore Francesco Ferrucci che, ancora in vita, la incise di sua mano e l'altra della famiglia Rucellai, datata 1478.